# Алькоба
Алькоба (ісп. Alcoba) — муніципалітет в Іспанії, у складі автономної спільноти Кастилія-Ла-Манча, у провінції Сьюдад-Реаль. Населення — 717 осіб (2010).
Муніципалітет розташований на відстані близько 140 км на південний захід від Мадрида, 55 км на північний захід від Сьюдад-Реаля.
На території муніципалітету розташовані такі населені пункти: (дані про населення за 2010 рік)
- Алькоба: 612 осіб
- Санта-Кітерія: 105 осіб

## Демографія
Динаміка населення (INE ):

## Галерея зображень

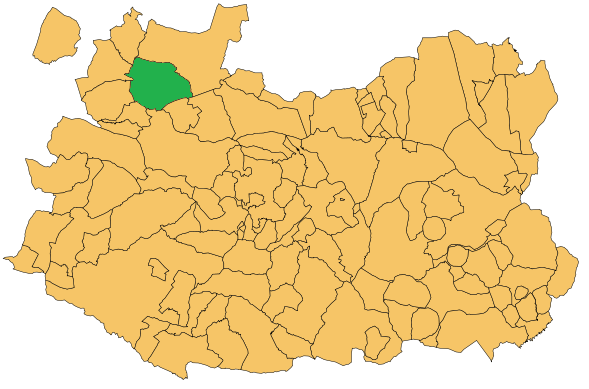
Розташування муніципалітету у провінції Сьюдад-Реаль